# Hierronius
Hierronius is een geslacht van kevers van de familie (Cybocephalidae).

## Soorten
- H. angulosus (Endrödy-Younga, 1968)
- H. laevis (Wollaston, 1864)
- H. nanus Endrödy-Younga, 1968